# Одерцо
Одерцо (итал. Oderzo) је насеље у Италији у округу Тревизо, региону Венето.
Према процени из 2011. у насељу је живело 15764 становника. Насеље се налази на надморској висини од 11 м.

## Становништво
Према резултатима пописа становништва 2011. у општини је живело 20.068 становника.
| 1936.  | 1951.  | 1961.  | 1971.  | 1981.  | 1991.  | 2001.  | 2011.  |
| ------ | ------ | ------ | ------ | ------ | ------ | ------ | ------ |
| 12.524 | 12.873 | 12.163 | 14.423 | 16.353 | 16.632 | 17.316 | 20.068 |